# El coro de las olas
El Coro de las Olas es una miniserie de televisión colombiana producida para el canal regional Telecaribe. Es una serie que cuenta la historia de Adán, un joven pescador que vibra con los ritmos del bullerengue y emprende un profundo camino de autodescubrimiento, buscando el reconocimiento de su identidad de género y la aceptación de su padre, un hombre marcado por una personalidad machista y narcisista. Además, El Coro de las Olas forma parte de una programación especial de Telecaribe para el Día Internacional del Orgullo LGBTIQ+, transmitida bajo el nombre "Caribe Diverso".

## Sinopsis
Adán es un joven de Nueva Venecia, uno de los pocos pueblos palafitos de Colombia. Adán encuentra libertad en su canto mientras lanza la atarraya sobre las aguas. Es en esos momentos cuando se siente él mismo, sin máscaras, sin miedo.

## Elenco

### Principal
- Mathieu Ruz Lubo como Adán
- Oscar Quiñonez como Camilo

### Secundario
- Fernando Cárdenas como Alonso
- Mayerli Beltrán como Belkis
- Aldair Hernández como Elías
- Paola Tovar como Dayana

## Producción
La serie, grabada en Barranquilla y Nueva Venecia, es una serie de drama de Telecaribe que narra la vida de Adán, un joven pescador que busca su verdad y su pasión por la música en medio de los paisajes de Nueva Venecia.
Una historia de identidad, herencia y sueños en el Caribe colombiano.